# Eugène Crosti
Eugène, Charles, Antoine Crosti, né le 21 octobre 1833 à Paris et mort le 30 décembre 1908 à Paris, est  un baryton et professeur de chant à Paris.

## Biographie

### Formation
Élève au Conservatoire national de musique de Paris, il obtient le premier prix, au concours de chant entre les élèves, en 1857.

### Opéra-Comique (1857-1866)[1]
Il est présenté au public pour la première fois à l' Opéra-Comique dans La Gioconda.
il chante le rôle du chambellan dans La Fiancée de Auber, en février 1858, dans Les Sabots de la Marquise de Ernest Boulanger, en mars 1858. Il crée le rôle de Chapelle dans Chapelle et Bachaumont, opéra-comique en 1 acte, livret d'Armand Barthet, musique de Jules Cressonnois, le 18 juin 1858.

### Conservatoire national de musique et de déclamation (1876-1903)[1]
Après avoir créé les personnages, très applaudis, de certains opéras, il est nommé professeur de chant, en octobre 1876, au Conservatoire national de musique de Paris, où il a entre autres étudiants Léon Escalaïs et Maria Lureau. Il écrit des ouvrages didactiques et traduit des airs et des opéras entre autres italiens : Paillasse, La Bohème, La Martyre, Zaza, Chatterton...
Membre du conseil supérieur de l'enseignement, il cesse ses fonctions en 1903 et continue à donner des leçons particulières, cours de chant et de mise en scène.

## Théories de la voix et du chant
Pour Crosti, il n'y a pas que la voix de poitrine et la voix de tête ; il y a une sorte d'émission intermédiaire qu'il appelle voix palatale, et qui est une légère modification de la voix de poitrine. La voix palatale est produite au niveau de la glotte suivant le même mécanisme que la voix de poitrine proprement dite (cordes vibrant dans toute leur longueur), mais elle diffère de cette dernière en ce sens que la résonance, au lieu de se faire surtout dans le thorax, vient prendre son appui sous la voûte palatine grâce à une disposition appropriée du pharynx, du voile du palais. Le souffle vocal, envoyé vers les sinus frontaux et frappant directement les parois supérieures du palais, y contracte la rondeur, la majesté et le moelleux auxquels les cavités nasales qu'il traverse, sans les mettre, en vibration toutefois, ajoutent encore de la sonorité. C'est également dans ce registre qui se produisent les sons les plus riches d'un organe. Aussi, faut-il en soigner l'émission, car il constitue en outre le médium, partie de la voix dans laquelle sont écrits généralement les morceaux à chanter.
« Ne respirez pas en levant les épaules, outre que c'est pénible à exécuter, c'est fort désagréable, à voir, et de plus ce moyen, peu rapide, ne vous permet pas de respirer à fond et de prendre la dose intégrale d'air qui constitue une respiration complète. Respirez du thorax comme lorsque vous êtes couché sur le dos. Allongez-vous sur un lit et étudiez alors quel est le travail qui s'accomplit lorsque vous respirez. Vous verrez que vos épaules ne bougent pas, que seul votre thorax fonctionne. Eh bien, une fois debout, faites en sorte de vous habituer à prendre votre respiration comme vous la preniez l'instant d'avant, lorsque vous étiez couché sur le dos. 
Il sera très important de s'habituer à prendre la respiration par le nez, sans ouvrir la bouche. Par ce moyen, outre qu'on prend autant d'air qu'en ouvrant la bouche, on a l'avantage de ne pas se dessécher la gorge. 
Quand vous aurez contracté cette habitude, peu difficile à acquérir d'ailleurs, vous vous étudierez à garder, dans votre poitrine, le plus profondément possible, la respiration que vous aurez prise, et ce, en obligeant votre thorax par un léger effort, une légère pression, à rester dilaté, position qu'il devra garder, autant que possible, tant que vous chanterez, afin que votre poitrine, qui est votre caisse d'harmonie, soit toujours dans son plus grand développement.  Respirez donc bien à fond (comme il faut toujours le faire, n'aurait-on qu'un mot à dire) et appuyez constamment, mais légèrement sur votre respiration, d'abord pour l'empêcher de remonter trop tôt, et pouvoir ainsi ne la dépenser qu'avec la plus grande parcimonie et ensuite pour forcer votre poitrine à rester dilatée et offrir ainsi au son le plus grand centre de développement possible. J'ajoute que cette façon de respirer vous permettra de prendre une rapide et copieuse respiration. »
— Eugène Crosti. Le gradus du chanteur, 1893.

## Ouvrages didactiques
- Abrégé de l'art du chant (1878) ;
- Six exercices vocals (1878) ;
- La voix des enfants (1880) ;
- Le gradus du chanteur (1893) ;
- Première années de chant (1894) ;
- Précis de prononciation (1896).
- Le gradus du chanteur, méthode de chant conçue sur un plan nouveau (No 1, pour basse ou contralto), 1896 sur Gallica
- Le gradus du chanteur, méthode de chant conçue sur un plan nouveau (No 3, pour ténor ou soprano), 1896 sur Gallica

## Traduction
- Ruggero Leoncavallo, Paillasse, drame en 2 actes : Paroles françaises de Eugène Crosti, Milan, E. Sonzogno, 1894, 204 p. (lire en ligne).

## Décorations françaises
- Chevalier de la Légion d'honneur[1]
- Chevalier de l'ordre des Palmes académiques (Officier de l'instruction publique) en 1881[1]

## Récompenses
- Médaille d'argent (enseignement artistique) à l'Exposition universelle de 1900
- Médaille de bronze (enseignement artistique) à l'Exposition nationale et régionale de Rouen 1884